# Schiedeella valerioi
Schiedeella valerioi là một loài thực vật có hoa trong họ Lan. Loài này được (Ames & C.Schweinf.) Szlach. & Sheviak miêu tả khoa học đầu tiên năm 1990.